# Паризький автосалон

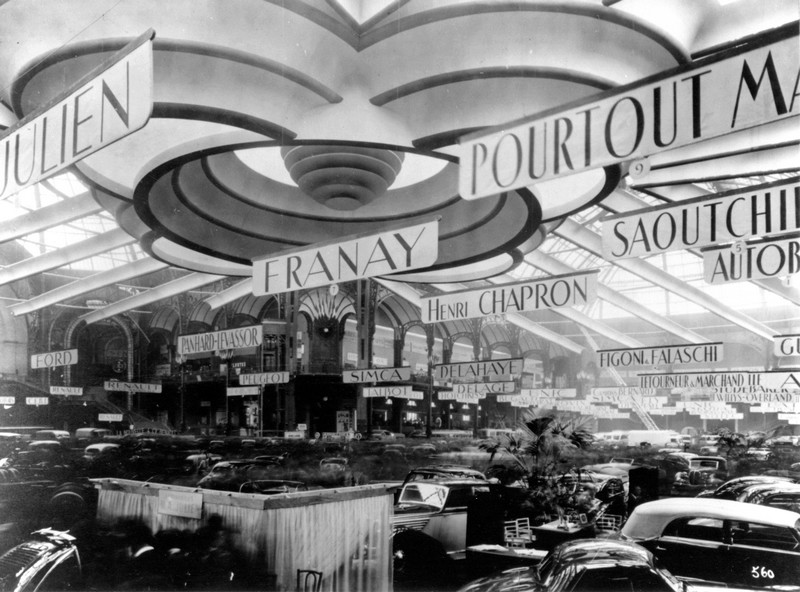
Автосалон у 1946 році

Паризький автосалон (фр. Mondial de l'Automobile, англ. Paris Motor Show) проводиться в Парижі в Paris Expo в Porte de Versailles на початку жовтня.
Перше у світі автомобільне шоу було проведено 1898 року в Тюїльрі Гаденс (Tuilleries Gardens). Відкрите піонером автопромисловості Альбертом де Діоном. Тільки невелика кількість найновіших автомобілів було представлено під відкритим дахом цього салону. Щоб підтвердити обґрунтованість даного виду транспорту, власникам авто необхідно було доїхати від Версаля до Парижу. Попри те, що президент Франції відкрив це перше Паризьке Мотор Шоу, він все ж таки був скептично налаштований до автомобілів і свою думку висловив, демонстративно покинувши салон на кінській упряжі.
До 1922 року всі тогочасні автомобілебудівники були в розпорядженні Паризького Мотор Шоу, яке згодом під впливом французької мови стало називатися Салон Дель Авто (Salon De l'Auto). Peugeot, Renault та Citroën представляли свої нові моделі, приміром Unio. Сітроен, передбачаючи факт використання автомобілів жінками, представив аудиторії «5CV», оптимізований спеціально для жінок.
З 1939 по 1946 року Паризький автосалон не проводився через причини, пов'язані з Другою світовою війною. Нарешті на Паризькому автосалоні 1948 року була вперше представлена нова геніальна для тих часів модель Citroen 2CV, що згодом стала свого роду іконою. Судячи з усього, дизайнер цієї моделі хотів у каркасі авто повторити форму лобстера.

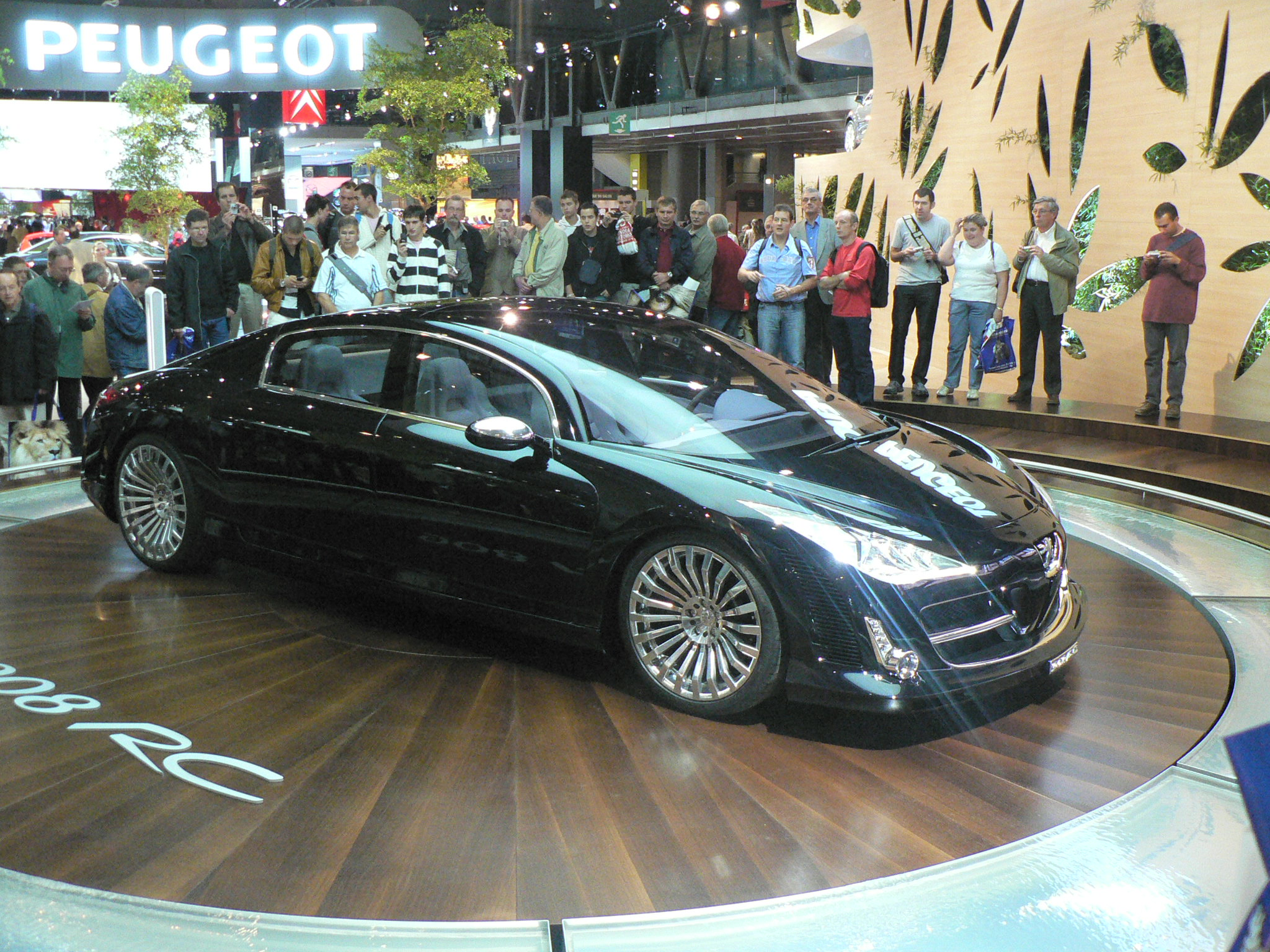
Peugeot 908 на автосалоні в 2006 року.

УВ 1950-х роках на Авто Шоу дебютував Peugeot 403, перший французький автомобіль на дизельному паливі.
Протягом 1960-х — 1970-х років Паризьке Мотор Шоу змусило спостерігачів тремтіти при появі Porsche 911, Plymouth Barracuda, Volkswagen Golf.
У 1976 році було прийнято рішення проводити автосалон раз на два роки, беручи приклад з Франкфуртського автосалону в Німеччині.
У 1988 році Паризький автосалон був перейменований на Salon de l'AutoнаMondial de l'Automobiles. Будучи найпершим проведеним автосалоном у світі, Паризьке Мотор Шоу залишається глибоко в серцях автомобілебудівників та автолюбителів, і цілком логічно, що велика кількість світових автопрем’єр відбувається саме тут.
Мотор-шоу — один з найважливіших автосалонів, часто з прем'єрами нових автомобілів і концепт-карів.

## Автосалон2008року
Автосалон 2008 року проходив з 4 по 19 жовтня, ціна вхідного квитка — 12 євро. Компанія Honda представила гібридну модель
Honda Insight, яка становитиме серйозну конкуренцію бестселеру в цьому сегменті — Toyota Prius.

### Список представлених моделей[3]

#### Alfa Romeo
- 2006 8C Competizione
- 2008 8C Spider
- 2008 Mi.To

#### Audi
- 2008 A1 Sportback
- Q5

#### BMW
- 2008 7 Series
- 2008 7 Series Active Hybrid
- 2008 Concept X1
- 2009 3 Series
- 2009 3 Series Touring

#### Brabus
- 2008 Smart Fortwo
- 2008 Smart Fortwo Xclusive

#### Brilliance
- 2008 BS2
- 2008 BS4

#### Cadillac
- 2010 CTS Sport Wagon

#### Chevrolet
- 2008 Orlando
- 2009 Camaro
- 2009 Cruze
- Corvette Z06
- Corvette ZR1
- Epica
- Volt

#### Citroen
- 2008 C3 Picasso
- 2008 GT Concept
- 2008 Hypnos

#### Dodge
- Zeo Hybrid

#### Estech
- 2008 Crysalys

#### Ferrari
- 2008 California

#### Fiat
- 2009 500 Abarth Assetto Corse
- 2009 500 Abarth esseesse
- 2009 500 DIESEL
- 2009 Fiorino Qubo

#### Ford
- 2009 Ka
- 2009 Ka Digital
- 2009 Ka Grand Prix
- 2009 Ka Tattoo
- 2009 Kuga Individual
- Fiesta (2009)

#### Honda
- 2008 Insight
- 2009 Accord Tourer
- 2009 Jazz
- FCX Clarity

#### Hummer
- HX

#### Hyundai
- 2009 i20
- Concept Genesis Coupe

#### Jeep
- 2008 Renegade

#### KIA
- 2008 Soul Hybrid
- Soul

#### Lada
- 2008 Revolution 3

#### Lamborghini
- 2008 Estoque Concept
- Gallardo (2008)

#### Land Rover
- 2008 Freelander 2

#### Lexus
- 2009 IS 250 °C
- LF-Xh

#### Lotus
- 2009 Europa SE
- 2009 Evora

#### Maserati
- 2008 GranTurismo MC Corse
- 2009 Quattroporte S

#### Mazda
- 2008 Kiyora
- 2008 Kyora
- 2009 MX-5
- 2009 MX-5 Roadster Coupe

#### Mercedes
- 2008 ConceptFASCINATION
- 2009 S600 Pullman Guard
- 2009 SLR McLaren Roadster 722 S

#### Mini
- Crossover Concept (2008)

#### Mitsubishi
- 2009 Colt
- 2009 Colt Ralliart
- 2009 i MiEV
- 2009 Lancer Sportback
- 2009 Lancer Sportback

#### Nissan
- 2008 Nuvu
- 2009 Pixo

#### Opel
- 2009 Insignia Sports Tourer

#### Optimal Energy
- 2010 Joule

#### Peugeot
- 2008 Prologue Concept
- 2008 RC HYmotion3
- 2008 RC HYmotion4
- 308 CC

#### Pininfarina
- 2008 B0

#### QUICC!
- 2008 DiVa

#### Renault
- 2007 Twingo Sport
- 2008 Laguna Coupe
- 2008 Megane
- 2008 Ondelios
- 2008 Z.E. Concept
- 2009 Kangoo be bop
- 2009 Megane Coupe
- 2009 Megane Trophy

#### Rolls-Royce
- Phantom Coupe
- Phantom Drophead Coupe

#### SAAB
- 2008 9X Air

#### Seat
- Exeo (2009)
- Ibiza Cupra (2009)
- 2009 Leon Linea R

#### Skoda
- 2009 Octavia

#### Suzuki
- 2009 Alto
- 2009 SX4 FCV

#### Toyota
- 2009 Avensis
- 2009 Avensis Wagon
- IQ
- Urban Cruiser

#### Venturi
- 2006 Electric
- 2008 Astrolab
- 2008 Volage
- Fetish

#### Volkswagen
- 2008 Golf GTI
- 2009 Golf
- Scirocco